# Microplocia puncticollis
Microplocia puncticollis is een keversoort uit de familie boktorren (Cerambycidae). De wetenschappelijke naam van de soort is voor het eerst geldig gepubliceerd in 1924 door Heller.